# Комплементарные блага

Два товара X и Y взаимодополняемые и имеют отрицательное значение перекрестной эластичности спроса, так как цена товара Y растет, а спрос на товар X падает

Комплементарные блага (взаимодополняющие товары) — блага, совместное потребление которых является для агента более предпочтительным, чем потребление каждого из них по отдельности. Комплементарные блага также называют комплементами, взаимодополняющими благами. Если блага обращаются на рынке, то говорят о комплементарных товарах или взаимодополняющих товарах.

## Определение
Комплементарные (взаимодополняемые) блага — блага, которые взаимно усиливают удовлетворение от их потребления. Если предпочтения агента могут быть представлены функцией полезности, то свойство комплементарности можно записать следующим образом:
{\displaystyle U(A,B)>U(A)+U(B)}
где {\displaystyle U(\cdot )} — функция полезности агента.
Таким образом, объединение благ в комплект само по себе приносит дополнительную полезность. Примерами таких благ могут служить: автомобиль и бензин; компьютер, монитор, клавиатура и мышка; подушка и одеяло.

## Свойства
Если блага являются товарами и обращаются на рынке, то изменение спроса на один товар вызывает изменение спроса на другой в том же направлении. Если же растёт цена одного из товаров, это приведёт к снижению спроса на оба товара.
Комплементарные товары имеют отрицательные значения перекрёстной эластичности спроса, и чем больше взаимодополняемость этих товаров, тем больше будет величина значения:
{\displaystyle E_{XY}^{D}={\frac {\Delta Q_{X}/Q_{X}}{\Delta P_{Y}/P_{Y}}}={\frac {\Delta Q_{X}}{\Delta P_{Y}}}{\frac {P_{Y}}{Q_{X}}}<0},
где {\displaystyle D} — это эластичность спроса, {\displaystyle XY} — перекрёстная эластичность спроса двух любых товаров, {\displaystyle Q_{X}} — количество товара {\displaystyle X}, {\displaystyle P_{Y}} — цена товара {\displaystyle Y}.
Блага могут быть совершенными комплементами, когда потребление одного из них невозможно без наличия другого. Примером функции полезности для таких комплементарных благ является Леонтьевская функция:
{\displaystyle U(X,Y..,Z)=Min(X,Y..,Z)}.